# Liège Basket
Liège Basketje košarkaški klub iz Belgije, iz grada Liègea. Osnovan je 1967. godine. Igraju u dvorani Country Hall Ethias Liège (prije se zvala Country Hall du Sart Tilman) koja je kapaciteta 5600 mjesta.
U Liègeu je radio hrvatski trener, Dario Gjergja, s kojim je Liège u prvoj sezoni rada s njime došao do završnice doigravanja.
Klub je današnji belgijski prvoligaš.

## Uspjesi
- Kup Belgije: 2003./2004.
- Superkup Belgije: 2005. i 2010.

## Vanjske poveznice
- Službene stranice  Arhivirana inačica izvorne stranice od 29. listopada 2013. (Wayback Machine)